# 鄒濟
鄒濟（1358年—1425年），字汝舟，江浙行省杭州路錢塘縣（今浙江省杭州市）人，明朝政治人物。
其早年為余杭訓導，后累任國子學錄、助教，后舉薦任平度知州。永樂初年，參與預修《明太祖實錄》成，除禮部郎中。后跟從征討安南，之後改廣東右參政，再遷左春坊左庶子，授皇孫朱瞻基經書。其為人親近坦蕩，任滿后晋升為少詹事。當時漢王朱高熾經常詆毀內臣，徐善述、王汝玉、馬京、梁潛輩相繼得罪下獄。鄒濟憂慮得疾，皇太子朱高熾亦修書勸勉。洪熙元年贈太子少保，謚文敏。
其子鄒幹為正統四年進士、亦為明朝重臣，官至禮部尚書。